# 克烏柳阿科查山 (聖佩德羅德喬蘭區)
10°05′39″S 76°24′08″W / 10.09417°S 76.40222°W
克烏柳阿科查山（Queuluacocha），是秘魯的山峰，位於該國中部瓦努科大區，由瓦努科省的聖佩德羅德喬蘭區負責管轄，屬於安地斯山脈的一部分，海拔高度4,525米。